# The Remains
The Remains (también conocido como "Barry and the Remains") fue un grupo de garage rock estadounidense de mediados de la década de 1960 de Boston, liderado por Barry Tashian. Aunque The Remains nunca lograron el éxito nacional, fueron muy populares en Nueva Inglaterra, y fueron uno de los grupos teloneros de la última gira estadounidense de los Beatles en 1966.
The Remains se separaron en 1966, pero se convirtieron en un grupo de culto conocido a nivel internacional, razón por la cual volvieron a actuar y grabar de nuevo a finales de la década de 1990 y han seguido tocando regularmente desde entonces.

## Trayectoria, década de 1960
The Remains se formó en 1964 en la Universidad de Boston, donde los cuatro miembros eran estudiantes de primer curso que vivían en el mismo apartamento en Kenmore Square. El cantante y guitarrista Barry Tashian y el teclista Bill Briggs eran de Westport, Connecticut, el baterista Chip Damiani de Wolcott, Connecticut y el bajista Vern Miller de Livingston, Nueva Jersey. Comenzaron a tocar versiones de rythm&blues y Rock and roll, así como temas compuestos por Barry Tashian, en The Rathskeller, una taberna al otro lado de la plaza de su apartamento. Pronto, los fanes hacían cola desde Kenmore Square hasta Fenway Park para verlos, y hubo que limpiar un sótano en desuso para acomodar a las multitudes.
La banda se hizo popular actuando en vivo por toda Nueva Inglaterra y apareció en el programa de televisión de CBS The Ed Sullivan Christmas Show de 1965. Después de firmar con Epic Records, disfrutaron de éxitos locales con un pegadizo tema original de Tashian, "Why Do I Cry", y su versión dura del clásico de Bo Diddley y Willie Dixon "Diddy Wah Diddy".
En 1965, The Remains se trasladaron a la ciudad de Nueva York, donde aparecieron en The Ed Sullivan Show, y luego, después de aproximadamente un año, se mudaron a California.  Grabaron un álbum, The Remains, que apareció en 'Hullabaloo' de NBC TV, y lanzaron el conmovedor y duro sencillo "Don't Look Back”.
En 1966 llegó la oportunidad que podría haber catapultado la banda a nivel nacional, pero resultó ser su última oportunidad: se les ofreció una temporada de tres semanas como teloneros de los Beatles, en lo que resultaría ser la última gira de los Fab Four. Inmediatamente antes de la gira, el baterista Chip Damiani dejó la banda, para ser reemplazado por el futuro baterista de  Mountain.  Tashian dijo en una entrevista de 2012: "¡Siempre habíamos sido los cuatro y habíamos dado cientos y cientos de conciertos como los cuatro y de repente surge esta gran gira! Tenemos que tocarlo con un nuevo baterista con el que no tenía las mismas vibraciones que con Chip. Quiero decir, era un buen baterista, pero no era la misma banda. Simplemente sentí que la llama se estaba ardiendo sin nuestro batería original”.
La banda se separó a finales de 1966, y Epic lanzó su álbum debut homónimo con poco entusiasmo.

## Regreso
Al igual que muchos de sus contemporáneos del rock de garaje, The Remains adquirieron gradualmente el estatus de grupo de culto, y finalmente se reunieron para tocar en varios espectáculos de renacimiento del garaje, como Cavestomp en la ciudad de Nueva York en 1998, Las Vegas Grind en 2000 y una gira por las principales ciudades europeas en 2006. También grabaron un nuevo álbum, Movin' On, en 2002.
Aunque ahora están asociados con el género del rock de garaje, The Remains eran músicos profesionales muy consumados y sus grabaciones, aunque de filo duro, estaban bien producidas y arregladas.
El último sencillo de la banda, "Don't Look Back", escrito por Billy Vera, apareció en el álbum recopilatorio de 1972 Nuggets: Original Artyfacts from the First Psychedelic Era, 1965-1968, que atrajo más atención con su reedición de 1976 por Sire Records, al mismo tiempo que un aumento del interés en el punk rock y el garage rock de los años 60. Una versión posterior del álbum también incluye el primer sencillo de The Remains, "Why Do I Cry”.
"Why Do I Cry" aparece brevemente en la película Superbad (2007), cuando el personaje McLovin está siendo llevado a una fiesta en un coche de policía.
En 2007, Epic/Legacy reeditó el álbum de 1966 de The Remains, que fue revisado por el periodista de rock Mark Kemp en la revista Paste (junio de 2007): "Si estos chicos malos de Boston lo hubieran sacado más allá de su debut en 1966, hoy podríamos estar llamándolos a ellos, y no a los Stones, la mejor banda de Rock’n’Roll del mundo. Tal como está, The Remains sin duda son la mayor banda perdida de Estados Unidos".
Los elogios de Kemp se hicieron eco de la crítica escrita 40 años antes por el crítico de rock (y posterior gerente de Bruce Springsteen) Jon Landau, ¡en Crawdaddy! revista (enero de 1967): "Eran cómo le dijiste a un extraño sobre el rock'n'roll".
En 2008, un documental sobre The Remains, America's Lost Band, dirigido por Michael Stich, se estrenó en el Festival de Cine de Boston. Steve Simels de la revista Boxoffice describió la película como "una narración fascinante de una de las grandes historias que podría haber sido de la música estadounidense de los años 60".
La historia de The Remains fue objeto de un musical teatral en el Festival Internacional Fringe de Nueva York de 2004, All Good Things, que recibió elogios de una variedad de críticos. (60sgaragebands.com, News & Nuggets, 31 de agosto de 2004).
En 2010, The Remains lanzó "Monbo Time", un homenaje al lanzador de los Medias Rojas de Boston de la década de 1960 Bill Monbouquette, con ingresos dedicados a la investigación del cáncer. 
El 23 de febrero de 2014, Rudolph "Chip" Damiani murió de una hemorragia cerebral.

## Discografía
Álbumes de estudio
- The Remains (1966, Epic)[2]
- Movin' On (2002, Rock-A-Lot)

Otros álbumes
- Live in Boston (1984, Eva #12024) (actually their 1966 Capitol Records New York studio audition with fake audience sounds added, inferior quality)
- A Session with the Remains (1996, Sundazed) (cleaned up 1966 Capitol Records audition)
- Barry and the Remains (1991, Sony; 1964-1966 tracks from The Remains plus additional tracks)

Singles
- "Why Do I Cry" (1965, Epic)
- "I Can't Get Away from You" (1965, Epic)
- "Diddy Wah Diddy" (1966, Epic)
- "Don't Look Back" (1966, Epic)
- "Monbo Time" (2010)